# Teixidor cuacurt
El teixidor cuacurt (Brachycope anomala) i única espècie del gènere Brachycope Reichenow, 1900.

## Hàbitat i distribució
Boscos de ribera poc densos i ciutats del sud-est de Camerun, sud de la República Centreafricana, la República del Congo i la República Democràtica del Congo.